# جانینا کانسیچائو
جانینا کانسیچائو (انگلیسی: Janina Conceição؛ زادهٔ ۲۵ اکتبر ۱۹۷۲) بازیکن والیبال اهل برزیل است.